# Meteor (Schiff, 1891)
Die Meteor war das Typschiff einer nach ihr benannten Klasse von Avisos der Kaiserlichen Marine, zu der außerdem noch die Comet gehörte. Ab 1899 wurden beide Schiffe als Kleiner Kreuzer klassifiziert.

## Bau
Mit dem Bau des Avisos F wurde im Dezember 1888 auf der Germaniawerft in Kiel begonnen. Am 20. Januar 1890 stand der Neubau zum Stapellauf bereit und wurde auf den Namen Meteor getauft. Im Frühjahr 1891 führte die Werft Erprobungsfahrten durch und übergab das Schiff anschließend an die Kaiserliche Marine.

## Einsatzzeit
Die Meteor wurde am 15. Mai 1891 erstmals in Dienst gestellt und als Wachtschiff in Kiel der Marinestation der Ostsee zugeteilt. Zunächst jedoch führte das Schiff Probefahrten durch, die vom 30. Juli bis zum 24. August 1891 aufgrund notwendiger Nachbesserungen unterbrochen wurden. Erst am 28. September stand der Aviso für seine eigentliche Aufgabe zur Verfügung, versah diese aber lediglich bis zum 3. Oktober. An diesem Tag wurde das Schiff wieder außer Dienst gestellt und ging an die Werft, um während der Probefahrten festgestellte Mängel beseitigen zu lassen. Dabei wurden die Schornsteine um 1,5 m verlängert, um eine Behinderung der Waffen auf dem Achterdeck durch den austretenden Rauch zu unterbinden.
Am 20. Mai 1892 wurde die Meteor wieder in Dienst gestellt, um zunächst erneut Probefahrten durchzuführen. Außerdem nahm sie den Wachtdienst in Kiel wieder auf. Während der Herbstmanöver der Flotte fungierte der Aviso von Mitte August bis zum 26. September als Führerschiff der II. Torpedoboots-Flottille. Nachdem Anfang November während einer Fahrt Kaiser Wilhelm II. an Bord war, wurde die Meteor am 6. Dezember wiederum außer Dienst gestellt.
Im Jahr 1893 wurde die Meteor am 5. April aktiviert und der I. Division der Manöverflotte zugeteilt, der sie bis zur erneuten Außerdienststellung nach Abschluss der Herbstmanöver angehörte. Im Folgejahr diente das Schiff ab dem 30. Juni als Begleitschiff der neuen Hohenzollern, mit der der Kaiser eine Nordlandreise unternahm. Diese Aufgabe musste jedoch frühzeitig beendet werden, nachdem in Stavanger ein Maschinenschaden aufgetreten war. Dieser konnte mit Bordmitteln repariert werden, jedoch wurde die Meteor zur endgültigen Reparatur nach Kiel entlassen und die Begleitaufgabe durch die Prinzeß Wilhelm übernommen. Nach der Teilnahme an den Herbstmanövern wurde der Aviso am 30. September 1894 wieder außer Dienst gestellt.
Ab dem 19. März 1895 war die Meteor im Fischereischutz vor der deutschen Nordseeküste eingesetzt. Diese Tätigkeit wurde vom 14. bis zum 22. Juni durch die Teilnahme an der Eröffnung des Kaiser-Wilhelm-Kanals unterbrochen und am 27. August schließlich beendet. An diesem Tag erfolgte die Zuteilung der Meteor zum Manövergeschwader, das für die Herbstmanöver zusammengetreten war. Nach deren Abschluss wurde das Schiff in Kiel am 24. September außer Dienst gestellt.
Den Fischereischutzdienst in der Nordsee übernahm die Meteor erneut ab dem 18. März 1896. Mitte April hielt sich der Aviso in Dover auf, um von dort aus die neue Segelyacht des Prinzen Heinrich von Preußen auf ihrer Überführung nach Deutschland zu begleiten. Ab Ende Mai wurde die Meteor auch als Schulschiff für Maschinisten und Heizer genutzt und hatte somit zwei Funktionen zu bewältigen. Vom 3. bis zum 6. Juni hielt sich das Schiff in Lowestoft auf, wo eine dem Erfahrungsaustausch dienende Zusammenkunft britischer, niederländischer und deutscher Fischereischutzschiffe stattfand. Eine erneute Unterbrechung der Fischereischutztätigkeit brachten die Herbstmanöver, während der die Meteor vom 9. August bis Anfang September als Aufklärer zur Flotte gehörte. Mit der Außerdienststellung am 4. Oktober 1896 endete die aktive Verwendung des Avisos. Aufgrund seiner geringen Seefähigkeit wurde er nicht mehr im Flottendienst eingesetzt. Auch für den Fischereischutz war die Meteor inzwischen ungeeignet, da das zu patrouillierende Gebiet größer wurde und der Fahrbereich des Schiffes nicht mehr ausreichte. Die Zieten löste deshalb die Meteor ab.

## Verbleib
Die Meteor verblieb zunächst ohne Funktion und wurde am 3. Mai 1903 neu als Hafenschiff klassifiziert. Am 24. Juni 1911 erfolgte die Streichung aus der Liste der Kriegsschiffe. Anschließend wurde das Schiff in Kiel als Wohnschiff für U-Boot-Besatzungen verwendet.
Ab dem 25. Januar 1918 befand sich die Dienststelle der Unterseebootschule der Kaiserlichen Marine auf der Meteor. Die Schule war am 10. Oktober 1910 auf dem Uboot-Hebeschiff Vulkan eingerichtet worden.
Im Jahre 1919 wurde das alte Schiff schließlich verkauft und in Rendsburg-Audorf abgewrackt.
Als Ersatz wurde der bereits 1905 vom Stapel gelaufene Kleine Kreuzer Königsberg gebaut.

## Kommandanten
| 15. Mai bis 30. Juli 1891       | Korvettenkapitän Max Jaeckel              |
| 24. August bis 3. Oktober 1891  | Korvettenkapitän Max Jaeckel              |
| 20. Mai bis September 1892      | Kapitänleutnant Ernst Graf von Baudissin  |
| September 1892                  | Korvettenkapitän Carl Rosendahl           |
| September bis 6. Dezember 1892  | Korvettenkapitän Max Jaeckel              |
| 5. April bis 29. September 1893 | Korvettenkapitän Henning von Holtzendorff |
| 30. Juni bis 30. September 1894 | Korvettenkapitän Heinrich Walther         |
| 19. März bis 24. September 1895 | Kapitänleutnant Kurt von Möller           |
| 18. März bis 4. Oktober 1896    | Kapitänleutnant Leo Neitzke               |